# CIX (gruppo musicale)
I CIX (씨아이엑스?, Ssi-ai-ekseuLR, acronimo di "Complete in X") sono un gruppo musicale sudcoreano formatosi a Seul nel 2019.

## Storia
Nel febbraio 2019 la casa discografica C9 Entertainment annuncia la formazione di una nuova boy band della quale avrebbe fatto parte Bae Jin-young, in precedenza membro dei Wanna One. Provvisoriamente noto come C9Boyz, a marzo il gruppo presenta i quattro membri restanti – Kim Seung-hun e Lee Byoung-gon (BX), entrambi ex-concorrenti del talent YG boseokham, Yoon Hyun-suk e Kim Yong-hee – e assume il nome definitivo di CIX, acronimo di "Complete in X". In vista del debutto viene lanciato il reality show in 10 episodi Hello CIX su V Live. Il 23 luglio, i CIX pubblicano il loro disco d'esordio, l'EP Hello Chapter 1: Hello, Stranger, trainato dal brano apripista Movie Star, presentandolo il giorno successivo durante uno showcase all'SK Olympic Handball Gymnasium. L'EP è un discreto successo commerciale, vendendo 70 000 copie in due mesi. Il 30 luglio vincono il loro primo trofeo di un programma musicale, quello di The Show, per Movie Star.
Dopo aver firmato con Warner Music Japan, il 23 ottobre il quintetto ripubblica Hello Chapter 1: Hello, Stranger in Giappone. Il disco comprende tutte le canzoni dell'EP originale, oltre a Movie Star in giapponese e all'inedito My New World. Il 10 novembre si esibiscono per la prima volta sul suolo nipponico con il concerto Complete In X al Line Cube Shibuya di Tokyo, mentre il 17 del mese portano lo show allo Zepp Namba di Osaka.
Il 19 novembre i CIX pubblicano il loro secondo EP Hello Chapter 2: Hello, Strange Place, promosso dalla traccia Numb. Nel disco, che vende 81 000 copie entro la fine dell'anno, trattano dei problemi sociali affrontati dagli adolescenti sudcoreani, come le pressioni derivanti dallo studio, la violenza scolastica e l'abbandono da parte degli adulti. Il 1º aprile 2020 esce il singolo giapponese Revival, mentre a luglio cantano la sigla di coda dell'anime The God of High School. Il terzo EP Hello Chapter 3: Hello, Strange Time, inizialmente previsto per il 30 giugno, viene posticipato al 27 ottobre per permettere a Bae Jin-young di guarire da una distorsione. Il 2 febbraio 2021 terminano la serie Hello con la pubblicazione di Hello Chapter Ø: Hello, Strange Dream, mostrando un'immagine e uno stile musicale più morbidi rispetto a quelli precedenti. Il disco segna la loro prima apparizione in vetta alla classifica Gaon degli album, esordendo direttamente in prima posizione. Il 14 aprile esce il secondo singolo giapponese All For You, mentre il 1º luglio registrano il singolo promozionale Tesseract per la piattaforma di socializzazione online Universe.
Il 17 agosto 2021 il gruppo pubblica il primo album in studio, Ok Prologue: Be Ok, dando inizio alla nuova serie di dischi Ok.

## Formazione
- BX – leader, rapping (2019-presente)
- Kim Seung-hun – voce (2019-presente)
- Kim Yong-hee – voce (2019-presente)
- Bae Jin-young – voce (2019-presente)
- Yoon Hyun-suk – voce, rapping (2019-presente)

## Discografia

### Album in studio
- 2021 – Ok Prologue: Be Ok

### EP
- 2019 – Hello Chapter 1: Hello, Stranger
- 2019 – Hello Chapter 2: Hello, Strange Place
- 2020 – Hello Chapter 3: Hello, Strange Time
- 2021 – Hello Chapter Ø: Hello, Strange Dream
- 2022 – OK Episode 1: OK Not
- 2023 – OK Episode 2: I'm OK

### Singoli
- 2020 – Revival
- 2020 – Win (per The God of High School)
- 2021 – All For You

#### Singoli promozionali
- 2021 – Tesseract

## Filmografia
- Hello CIX – reality show, 10 episodi (2019)[8]
- Ssi-at-ya-yuhoe - CIX-ui bucket list (씨앗야유회-CIX의 버킷리스트?) – reality show, 8 episodi (2020)[30]
- Scientist CIX: Hello, Psycho – varietà, 10 episodi (2021)[31]
- 6baengmanbur-ui CIX (6백만불의 CIX?) – reality show (2021)[32]

## Riconoscimenti
- APAN Music Award
  - 2020 – Candidatura Miglior gruppo maschile globale[33]
- Asia Artist Award
  - 2020 – Candidatura Premio popolarità (cantanti maschi)[34]
- The Fact Music Award
  - 2021 – Candidatura Fan & Star Choice Award (Artist)[35]
- Circle Chart Music Award
  - 2020 – Candidatura Artista principiante dell'anno[36]
- Golden Disc Award
  - 2020 – Candidatura Artista principiante dell'anno[37]
- MTV Europe Music Awards
  - 2019 – Candidatura Best Korean Act[38]
- Seoul Music Award
  - 2020 – Candidatura Premio artista K-pop più popolare su QQ Music[39]
  - 2021 – Candidatura Bonsang per Hello Chapter 3: Hello, Strange Time[40]
  - 2021 – Candidatura Premio popolarità[40]
  - 2021 – Candidatura Premio popolarità K-Wave[40]
- Soribada Best K-Music Award
  - 2020 – Candidatura Bonsang[41]
  - 2020 – Candidatura Premio popolarità (uomini)[42]
- V Live Award
  - 2019 – Global Rookie Top 5[43]
  - 2019 – Candidatura Artista più amato[44]